# Patrick Olsen
Pour les articles homonymes, voir Olsen.
Patrick Olsen, né le 23 avril 1994 à Tårnby, est un footballeur danois. Il occupe actuellement le poste de milieu de terrain avec le club de l'AC Horsens.

## Carrière

### Formé au Brøndby IF
Patrick Olsen est formé au Brøndby IF, célèbre club danois, où il joue ses premières rencontres en tant que professionnel.

### Inter Milan
À l'été 2013, il est incorporé à l'équipe première de l'Inter Milan, qui l'emmène aux États-Unis pour disputer l'International Champions Cup, compétition amicale qui regroupe plusieurs clubs européens.

### Strømsgodset IF et FK Haugesund
Prêté par l'Inter au Strømsgodset IF en janvier 2014, Olsen y joue six rencontres, et son club termine quatrième du championnat de Norvège. La saison suivante, il est libéré par l'Inter et s'engage au FK Haugesund ou il dispute douze matches.

### Racing Club de Lens
Patrick Olsen arrive au Racing Club de Lens en juillet 2015, peu avant son ex-coéquipier au FK Haugesund Dušan Cvetinović. L'entraîneur lensois Antoine Kombouaré le lance pour la première fois sur les terrains français lors de la réception du Havre, lors de la cinquième journée de Ligue 2 (défaite 4-0). Malgré ce résultat, son entraîneur lui maintient sa confiance jusqu'à un match à Bollaert contre Sochaux en septembre, lors duquel il le sort à la pause. Olsen sera par la suite beaucoup moins utilisé, et terminera la saison avec 25 rencontres disputées, la plupart en tant que remplaçant, et cinq buts.

### FC Helsingør
En 2017 il s'engage jusqu'en 2020 au FC Helsingør.

### Aalborg BK
Le 26 juin 2019, Patrick Olsen rejoint l'Aalborg BK.

### Śląsk Wrocław
Le 15 février 2022, Patrick Olsen prend la direction de la Pologne afin de s'engager en faveur du Śląsk Wrocław. Il signe un contrat courant jusqu'en juin 2025.

### Sélections en équipe nationale
En mai 2011, Patrick Olsen participe avec les moins de dix-sept ans danois au championnat d'Europe de la catégorie. Invaincu dans son groupe, le Danemark s'arrête finalement au stade des demi-finales, et Olsen est choisi par l'UEFA pour figurer dans l'équipe type de la compétition, puis désigné parmi les talents à suivre après la compétition. Un mois plus tard, il s'envole pour le Mexique pour disputer la Coupe du monde des moins de 17 ans. Cette-fois-ci, les Danois terminent derniers de leur groupe et sont éliminés dès le premier tour. Olsen joue les trois matchs.

## Statistiques détaillées
| Saison                | Club                   | Championnat           | Championnat | Championnat | Coupe(s) nationale(s) | Coupe(s) nationale(s) | Total | Total |
| Saison                | Club                   | Division              | M.          | B.          | M.                    | B.                    | M.    | B.    |
| 2011-2012             | Brøndby IF             | Superliga             | 3           | 0           | 0                     | 0                     | 3     | 0     |
| 2012-2013             | Internazionale         | Serie A               | 0           | 0           | 0                     | 0                     | 0     | 0     |
| 2013-2014             | Internazionale         | Serie A               | 0           | 0           | 1                     | 0                     | 1     | 0     |
| 2014                  | Strømsgodset IF (prêt) | Tippeligaen           | 5           | 0           | 1                     | 0                     | 6     | 0     |
| 2015                  | FK Haugesund           | Tippeligaen           | 11          | 0           | 1                     | 0                     | 12    | 0     |
| 2015-2016             | RC Lens                | Ligue 2               | 25          | 4           | 1                     | 0                     | 26    | 4     |
| Total sur la carrière | Total sur la carrière  | Total sur la carrière | 44          | 4           | 4                     | 0                     | 48    | 4     |